# Lennox Lewis

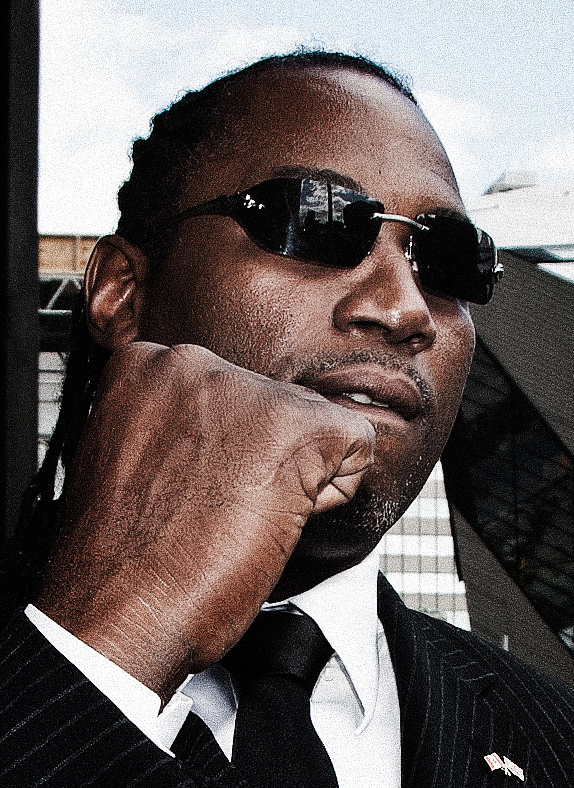

Lennox Claudius Lewis (ur. 2 września 1965 w Londynie) – brytyjski bokser. Jako amator reprezentował Kanadę, w boksie zawodowym występował pod flagą brytyjską. Mistrz olimpijski w wadze superciężkiej (1988) oraz niekwestionowany zawodowy mistrz świata w wadze ciężkiej. W swojej karierze pokonał 15 zawodników o tytuł mistrza świata wagi ciężkiej.

## Kariera amatorska
Jego rodzice byli z pochodzenia Jamajczykami. Gdy miał 12 lat jego rodzina przeniosła się z Wielkiej Brytanii do Kanady. W liceum był wyróżniającym się sportowcem, jednak nie przyjął oferty stypendium uniwersyteckiego połączonego z grą w drużynach koszykówki lub futbolu amerykańskiego. Zamiast tego skoncentrował się na boksie amatorskim. Po dwóch latach od rozpoczęcia treningów, w wieku 17 lat, został mistrzem świata juniorów.
W następnym roku reprezentował Kanadę na Igrzyskach Olimpijskich w Los Angeles, gdzie dotarł do ćwierćfinałów – przegrał z przyszłym zdobywcą złotego medalu, Amerykaninem Tyrellem Biggsem. Lewis został ostatecznie sklasyfikowany na 5. miejscu.
W 1987 otrzymał srebrny medal igrzysk panamerykańskich.
Rok później na igrzyskach w Seulu wywalczył złoty medal – w finałowej walce wygrał przed czasem z Riddickiem Bowe.

## Kariera zawodowa
W 1988 powrócił do Wielkiej Brytanii, przeszedł na zawodowstwo. Zdobył kolejno tytuły zawodowego mistrza Wielkiej Brytanii, Wspólnoty Narodów i Europy w wadze ciężkiej.
W październiku 1992 odniósł zwycięstwo nad Donovanem Ruddockiem w drugiej rundzie przez nokaut. Walka ta wyłoniła pretendenta nr 1 do tytułu mistrza świata wagi ciężkiej WBC, będącego w posiadaniu Riddicka Bowe. Bowe odmówił jednak walki z Lewisem, za co został pozbawiony pasa. WBC przyznała 14 grudnia 1992 tytuł Lewisowi, który został tym samym pierwszym brytyjskim czempionem wagi ciężkiej w dwudziestym wieku.
Lewis obronił tytuł przeciwko Amerykaninowi Tony’emu Tuckerowi i Brytyjczykowi Frankowi Bruno. Następnie pokonał Amerykanina Philipa Jacksona, nokautując go w ósmej rundzie. 24 września 1994 stracił tytuł WBC, gdy przegrał przez techniczny nokaut z Amerykaninem Oliverem McCallem, doznając pierwszej porażki w zawodowej karierze. 7 lutego 1997 Lewis odzyskał mistrzostwo WBC, gdy pokonał McCalla przez TKO w 5. rundzie. Następnie obronił tytuł przeciwko Henry’emu Akinwande (lipiec 1997), Andrzejowi Gołocie (październik 1997), Shannonowi Briggsowi (marzec 1998) oraz mistrzowi Europy EBU, Željko Mavroviciowi (wrzesień 1998).
W 1999 roku stoczył dwie walki z Evanderem Holyfieldem, mistrzem organizacji IBF i WBA. W pierwszej, która odbyła się 13 marca, ogłoszono niejednogłośny remis (113-116, 115-113, 115-115). W drugiej (13 listopada) Lewis pokonał Holyfielda przez jednogłośną decyzję (116-112, 117-111, 115-113). Brytyjczyk zunifikował tym samym mistrzostwo świata w wadze ciężkiej, zdobywając tytuły WBC, WBA, IBF i mniej znaczącej organizacji IBO.
W kwietniu 2000 WBA pozbawiła jednak go tytułu za odmowę walki z Johnem Ruizem. Lewis wolał wybrać pojedynek z ówcześnie wyżej notowanym Michaelem Grantem, którego znokautował w 2. rundzie broniąc 29 kwietnia 2000 tytuły WBC, IBF i IBO. W kolejnych dwóch obronach znokautował Fransa Bothę (lipiec 2000) i pokonał na punkty Davida Tuę (listopad 2000).
Swoją drugą i ostatnią porażkę w zawodowej karierze poniósł niespodziewanie 22 kwietnia 2001 roku w starciu z Hasimem Rahmanem. Został znokautowany prawym sierpowym w piątej rundzie i utracił swoje trzy mistrzowskie pasy. Zaraz po ogłoszeniu wyniku zażądał rewanżu, który był zagwarantowany w kontrakcie. Obaj zawodnicy spotkali się ponownie w ringu siedem miesięcy później w Las Vegas. Tym razem Lewis znokautował Amerykanina w czwartej rundzie, odzyskując tytuły.
8 czerwca 2002 roku w Pyramid Arena w Memphis bronił mistrzostwa przeciwko Mike’owi Tysonowi. Wydarzenie było szeroko komentowane w mediach. Rozgłosu dodała bójka między oboma zawodnikami podczas konferencji prasowej w Hudson Theatre w Nowym Jorku, która odbyła się 22 stycznia 2002 roku. Pojedynek zorganizowała grupa promotorska Main Events, przy współpracy z amerykańskimi stacjami telewizyjnymi HBO i Showtime oraz Sky Box Office z Wielkiej Brytanii.
Tyson od pierwszego gongu atakował rywala, jednak z upływem czasu słabł nie mogąc przebić się przez skuteczną defensywę przeciwnika. Lewis, wykorzystując swoje warunki fizyczne, a w szczególności zasięg ramion, umiejętnie utrzymywał dystans, kontrolując walkę, by w końcowej fazie pojedynku zdominować rywala. Ostatecznie znokautował Amerykanina w 8. rundzie. Walka była dostępna dla telewidzów w systemie pay-per-view i wygenerowała na terenie USA rekordowy dochód 106,9 mln dolarów (rekord pobity dopiero w 2007 przez walkę Mayweather–De La Hoya).
21 czerwca 2003 walczył z Witalijem Kłyczko w obronie pasów WBC i IBO (z tytułu IBF zrezygnował na podstawie ugody z Donem Kingiem, z którym się procesował). Lewis wygrał przez TKO w 6. rundzie z powodu rozcięcia nad okiem Kłyczki. Wynik budził wiele kontrowersji, gdyż według punktacji w momencie przerwania walki Ukrainiec prowadził 58-56. Po tym pojedynku Lewis zakończył bokserską karierę.
W 2009 roku został wprowadzony do Międzynarodowej Galerii Sław Boksu.
Lennox Lewis mierzy 196 cm wzrostu, zasięg ramion 213 cm.

## Szachy
Po zakończeniu zawodowej kariery bokserskiej Lennox Lewis zaczął rozwijać swoje zainteresowania sportowe w kierunku szachów, które dotychczas stanowiły tylko element treningu psychologicznego.
Od roku 2008 w różnych mediach zapowiadany był mecz szachowy Lewisa z Witalijem Kliczko. Ostatecznie mecz miał zostać rozegrany w Kijowie w dniach 30 września - 5 października 2018
.
W styczniu roku 2021 Lewis opowiedział w wywiadzie, że codziennie gra w szachy. Jego ranking w szachach błyskawicznych to podstawowe 1000, a w szachach szybkich 1132. Ranking w szachach klasycznych nie został podany. W lipcu roku 2021 zadeklarował osiągnięcie poziomu arcymistrzowskiego.

## Życie prywatne
Po zakończeniu kariery przeprowadził się wraz z żoną do Miami Beach. Jest żonaty z Violet Chang – byłą Wicemiss Jamajki, którą poślubił w 2005 roku. Ma z nią dwójkę dzieci: córkę Ling i syna o imieniu Landon.
W 1995 ufundował budowę Lennox Lewis College, znajdującego się w Hackney, w Anglii. Uczelnia rozpoczęła działalność inauguracją trzyletniego, pionierskiego programu, który ma zadanie niesienie pomocy młodym, utalentowanym zawodnikom. Za działalność charytatywną bokser otrzymał w 1999 nagrodę Freedom of The Borough Award. W tym samym roku, w uznaniu nadzwyczajnych osiągnięć na polu edukacji i sportu, Lewis otrzymał doktorat honoris causa University of North London.
Lewis widnieje na serii specjalnych znaczków pocztowych, wydanych przez pocztę Jamajki w 2000.